# Seigneurie de Coligny
 (novembre 2019).
Si vous disposez d'ouvrages ou d'articles de référence ou si vous connaissez des sites web de qualité traitant du thème abordé ici, merci de compléter l'article en donnant les références utiles à sa vérifiabilité et en les liant à la section « Notes et références ».
Pour les articles homonymes, voir Coligny.
La seigneurie de Coligny qui s'étendait à l'origine sur la Bourgogne, la Franche-Comté, la Bresse et le Bugey fut la possession de la puissante famille du nom et armes de Coligny connue dès le début du Xe siècle et éteinte en 1694. Manassés-le-Vieux, qui vivait vers 910 en serait à l'origine.
Coligny était situé partie en Bresse, partie en Franche-Comté. La partie nord, dépendant du comté de Bourgogne (Franche-Comté), était appelée Coligny-le-Vieil pour la distinguer de l'autre, plus au sud, qu'on nommait Coligny-le-Neuf.

## Coligny-le-Vieil
Coligny-le-Vieil est donné en partage, par Amé de Coligny, à Guillaume III de Coligny, son fils aîné, qui ne laissa qu'une fille, Marguerite, mariée en 1280, à Guy de Montluel, lequel accorda, au mois d'avril 1290, une charte de franchises et libertés aux habitants. Jean de Montluel, fils de Guy, le cède, en 1331, à Étienne II de Coligny, dont la postérité en jouit jusqu'en 1639, époque où Charles de Coligny le remit à Clériadus de Coligny, qui le posséda en titre de marquisat en 1617.

## Coligny-le-Neuf
Coligny-le-Neuf, quant à lui, il passe, dans les premières années du XIIIe siècle, à la maison de la Tour-du-Pin, par le mariage de Béatrix, fille de Hugues de Coligny, avec Albert de la Tour. Albert tenait, depuis 1231, Coligny à charge d'hommage au comte de Savoie.
En 1337, Aymon de Savoie le donne en fief à Édouard, sire de Beaujeu. Édouard II de Beaujeu le vend d'abord, avec clause de réméré, en 1361, à Guillaume de la Baume, seigneur de l'Abergement, puis le cède, quelque temps après, à Robert de Beaujeu, son oncle, dont les filles se partagèrent la succession en 1421. Coligny-le-Neuf échut à Jeanne, l'une d'elles, femme de Jean de Cusance, qui le transmit, par voie d'alliance et de succession, à la famille de Menthon. Bernard de Menthon le vendit à Charles, duc de Savoie, qui le remit, en 1524, à Charles de la Chambre, baron de Meximieux, puis le retira, pour l'aliéner à René de Challant, maréchal de Savoie, lequel le revendit en 1540, à Louise de Montmorency. L'année suivante, cette terre fut achetée par Philibert de la Baume, baron de Montfalçonnet, en faveur duquel le duc de Savoie l'érigea en comté, en 1556. Enfin en 1563, elle fit retour à Gaspard de Coligny, amiral de France, fils de Louise de Montmorency. Gaspard III de Coligny, son petit-fils, mourut en 1646, laissant sa riche succession à Anne, duchesse de Châtillon-Coligny, sa fille, femme de Georges, duc de Wurtemberg et Teck, prince souverain de Montbéliard (duché-pairie en 1648), dont les descendants reprirent le fief de Coligny en 1772.

## Historique
Les seigneurs de Coligny ont de plus possédé d'autres terres et d'autres titres dans le Revermont. En particulier, le marquisat d'Andelot, les baronnies de Beaupont et Beauvoir (depuis 1307), les baronnies de Montjuif, Roissiat et Chevignat, la baronnie de Cressia...
Par un mariage en 1432,  Guillaume de Coligny devint seigneur de Châtillon-sur-Loing, terre qui fut érigée en duché en 1643 par son descendant Gaspard III de Coligny.
Le dernier  descendant de la maison de Coligny fut Gaspard comte de Coligny-Saligny décédé en 1694.
En 1747, Thomas de Pillot (d'une famille de Franche-Comté qui n'avait aucune origine commune avec la famille de Coligny) épousa Anne Elisabeth de Sandersleben dont l'arrière grand-mère était une Coligny. En 1761, il fut titré par l'empereur d'Autriche comte de Pillot-Coligny du Saint Empire. Il ajouta à son nom celui de Coligny.